# Boró (Veraguas)
Boró es un corregimiento del distrito de La Mesa en la provincia de Veraguas, República de Panamá. La localidad tiene 1.757 habitantes (2010).